# Quintus Lutatius Catulus (consul in 78 v.Chr.)
Quintus Lutatius Catulus de Jongere was de zoon van Quintus Lutatius Catulus. Hij was leider van de patricische factie van de senaat en werd in 78 voor Christus consul.
Zijn medeconsul Marcus Aemilius Lepidus (consul in 78 v.Chr.) werkte niet echt mee en was hem danig tot last. Toen Lepidus op weg naar zijn proconsulaat in Gallië plots een leger op de been bracht om Italia binnen te vallen, moest hij hem samen met Pompeius zelfs bevechten. Catulus junior verzette zich in 66 v.Chr. tegen de Lex Manilia die speciale bevoegdheden aan Pompeius toekende; hij werd in 65 v.Chr. censor en stond bekend om zijn aartsconservatieve opvattingen. Als zodanig was hij een fel tegenstander van zijn achterachterneef Julius Caesar. Hij stierf vermoedelijk rond het jaar 60 v.Chr.